# Форсел Сен Горгон
Форсел Сен Горгон (фр. Forcelles-Saint-Gorgon) насеље је и општина у североисточној Француској у региону Лорена, у департману Мерт и Мозел која припада префектури Нанси.
По подацима из 2011. године у општини је живело 150 становника, а густина насељености је износила 27,99 становника/km². Општина се простире на површини од 5,36 km². Налази се на средњој надморској висини од 323 метара (максималној 338 m, а минималној 288 m).

## Демографија
| 1962. | 1968. | 1975. | 1982. | 1990. | 1999. | 2011. |
| ----- | ----- | ----- | ----- | ----- | ----- | ----- |
| 135   | 146   | 129   | 133   | 153   | 143   | 150   |

График промене броја становника у току последњих година